# Pribislav Ier
Pour les articles homonymes, voir Pribislav de Wagrie.
Pribislav Ier, décédé le 30 décembre 1178 à Lunebourg en Saxe, est prince des Obodrites, fils de Niklot. Il fut le premier seigneur de Mecklembourg de 1167 à sa mort.

## Famille
Pribislav est le fils aîné de Niklot († 1160), prince slave régnant sur la tribu païenne des Obodrites dans le territoire de la région du Mecklembourg. Au début du XIIe siècle, sous le règne du prince Henri († 1127), leur domination s'étend du territoire des Wagriens à l'ouest le long de la côte Baltique jusqu'à la zone des Vélètes (dans l'actuelle Poméranie occidentale) à l'est. 
Les successeurs de Henri, Niklot et Pribislav de Wagrie, doivent se soumettre à l'empereur Lothaire de Supplinbourg. Pribislav Ier fut le premier prince de la Maison de Mecklembourg, il appartient à la première branche de cette Maison. Lorsque les domaines de Pribislaw de Wagrie ont été confisqués par Henri le Lion, duc de Saxe, et décernés au comte Adolphe II de Holstein en 1142, Niklot a été en mesure d'établir un domaine autonome, même sous la suzeraineté saxonne. Il est cependant tombé en disgrâce quand il a commencé à envahir les côtes danoises et a été tué lors d'une expédition punitive du duc Henri le Lion.

## Biographie
Déjà en automne 1158, Pribislav Ier et son frère cadet Vratislav apparurent dans les chroniques lorsqu'ils ont négocié avec Henri de Lion pour obtenir la liberté de leur père Niklot incarcéré à Lunebourg. Pour donner davantage de poids à leur revendication, ils ont attaqué les domaines de Ratzebourg et Lübeck en Holstein. Après la mort de leur père en 1160, Pribislav et Vratislav ont poursuivi le conflit avec le duc de Saxe. La lutte fut plus acharnée lorsqu'ils brûlèrent leur château de Werle (situé à proximité de Kassow) et prirent une retraite derrière la rivière Warnow. Les troupes saxonnes ont pénétré dans le pays ; le duc Henri fit construire tout un système de forteresses à Schwerin, Mecklenburg, Ilow (près de Neuburg), Quetzin et Malchow. 

### La lutte pour le patrimoine
Selon les chroniques de Helmold von Bosau, les combats ont cessé peu après et les princes sont graciés. Néanmoins, la souveraineté immédiate des Saxons impliquait pour eux un sentiment profond d'humiliation constante. Le chroniquer contemporain Saxo Grammaticus parle de « l'intouchabilité » de la famille régnante des Obodrites ; Pribislav et Vratislav n'ont pas pu accepter cette violation. En décembre 1162, Henri le Lion devra encore une fois commencer une campagne pour les obliger à obéir. Après de violents combats, il conquit le château de Werle. Le prince Vratislav a été pris en otage est emprisonné à Brunswick.
En 1164, à l'échec des négociations menées avec le duc Henri, Pribislav s'allie aux ducs Casimir Ier et Bogusław Ier de Poméranie ; ses forces ont pris les forteresses de Mecklenburg, Malchow et Quetzin, tandis que les châteaux de Schwerin et d'Ilow sont défendus par les troupes du noble saxon Gosselin de Hagen. Henri le Lion s'allie alors au roi Valdemar Ier de Danemark ; une nombreuse armée saxonne s'approchait et prit le fort de Malchow où Vratislav fut exécuté en public en mai/juin. À la bataille de Verchen, le 6 juillet, le duc Henri défait les forces slaves et Pribislav a dû fuir vers le duché de Poméranie. En exil à Demmin, il engagea une guerre de guérilla contre les Saxons ; en 1166, la forteresse d'Ilow est reconquise par les Abodrites qui menaceraient également le château de Schwerin. Encore une fois, Henri le Lion a commencé une campagne pour les forcer à se soumettre. 

### Seigneur de Mecklembourg

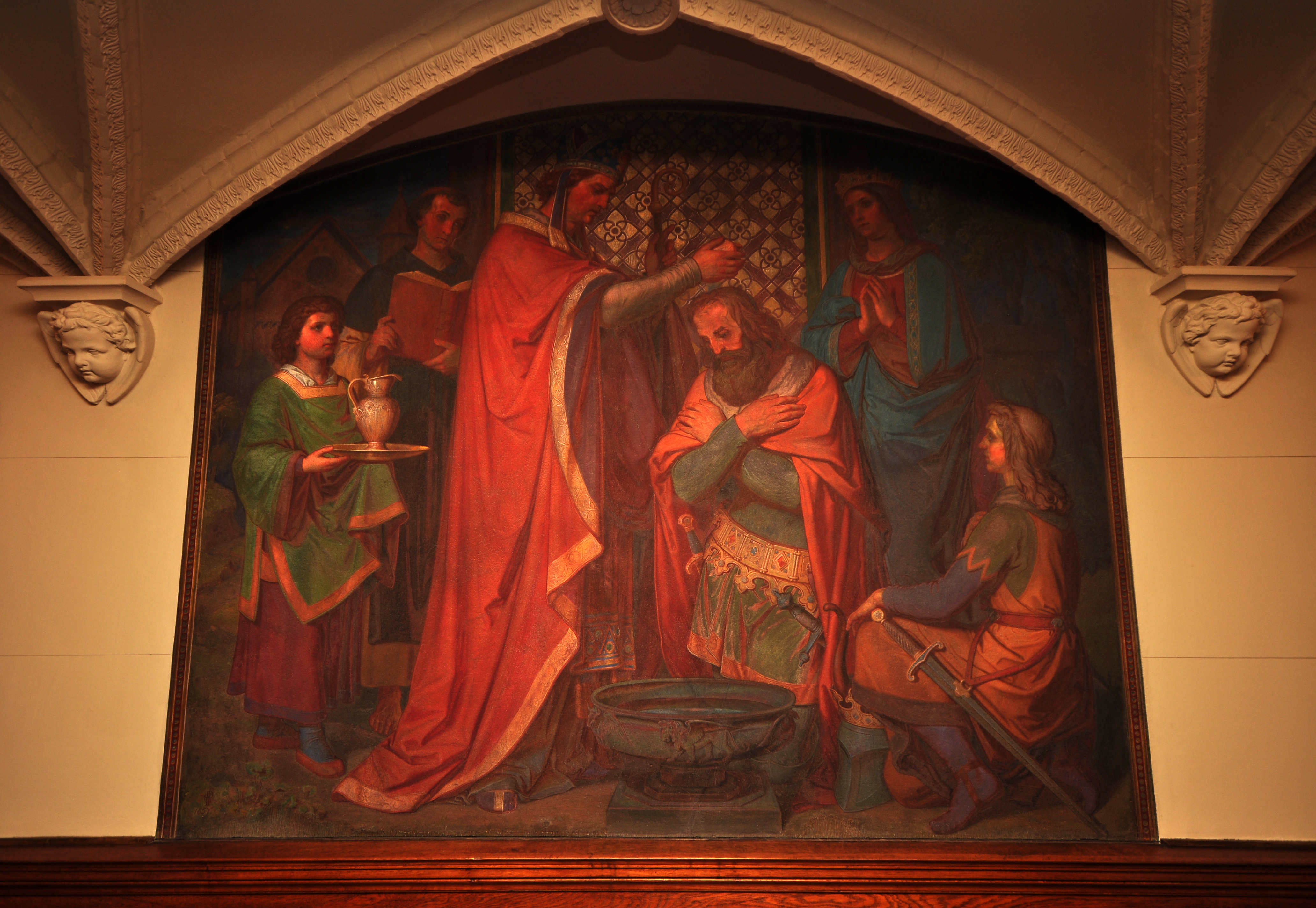
Le baptême du prince Pribislav, peinture de Carl Gottfried Pfannschmidt au château de Schwerin (1855).

Pribislaw était à bout de force et perdit de plus en plus l'appui de ses alliés poméraniens. Au même temps, cependant, le duc Henri a dû affronter des révoltes en Saxe, menées par l'archevêque Wichmann de Magdebourg, les margraves Albert l'Ours et Othon le Riche, ainsi que le landgrave Louis II de Thuringe. Finalement, en début d'année 1167, après sa conversion au christianisme, Pribislav se réconciliait avec le duc de Saxe. À la fin de sept ans de lutte, il recouvra l'héritage de son père en tant que vassal de Henri le Lion. Il régna sur le territoire de Mecklembourg, à l'exception du comté de Schwerin sous la domination de Gosselin de Hagen. 
Pribislav fut le premier prince slave chrétien dans les cent ans qui suivent le martyre de Gottschalk en 1066. En 1170, il fut sans doute fait prince du Saint-Empire. Sa grande cité est « Veligrad » à huit kilomètres en amont de la baie de Wismar. Dans le golfe voisin le plus grand vers l'est se trouvait l'embryon de la future cité de Rostock.  
En 1171, Pribislav  fonda le monastère de Doberan dans la région de Kessin dont la partie nord-est du diocèse de diocèse de Schwerin. Il dote l'évêché de Schwerin et fait un pèlerinage à Jérusalem. En 1178, son fils Henri Borwin épousa Mathilde († 1219), fille illégitime de Henri le Lion. La soumission de Pribislav Ier au duc de Saxe assure la survie de sa dynastie et lui permet de poser la première pierre de la maison de Mecklembourg qui subsistera jusqu'en 1918. 
Il décéda le 30 décembre 1178 des suites d'une blessure contractée lors d'un tournoi à Lunebourg. Il est inhumé dans sa fondation le monastère de Doberan.

## Mariage et descendance
Pribislav Ier épousa Woizlava († 1172), fille de Warcislaw Ier de Poméranie
Deux enfants sont nés de cette union :
- Henri Borwin Ier, prince de Mecklembourg
- Une fille, elle épousa en 1182 le comte Bernard de Poppenbourg († 1181).

## Sources
- Jiří Louda & Michael Maclagan (trad. de l'anglais), Les Dynasties d'Europe : héraldique et généalogie des familles impériales et royales, Paris, Bordas, 1984, 308 p. (ISBN 2-04-012873-5), p.221 Mecklembourg Aperçu général Tableau 111
- Érik Christensen (trad. de l'anglais), Les Croisades Nordiques : la Baltique et la frontière catholique, 1100-1525, Paris, Alerion, 1996, 444 p. (ISBN 2-910963-04-7), p. 85-120 La Croisade des Vénèdes